# 莫賀咄侯屈利俟毘可汗
莫賀咄侯屈利俟毘可汗（Baγatur külüg sibi qaγan、漢音：ばくかとつこうくつりしひかがん、拼音：Mòhèduōhóuqūlìsìpí kĕhàn、? - 630年）は、西突厥の可汗。統葉護可汗の伯父。莫賀咄侯屈利俟毘可汗というのは可汗号で、姓は阿史那氏、名は不明。莫賀咄というのは称号（バガトゥル：Baγatur）と思われる。

## 生涯
貞観2年（628年）、統葉護可汗（トン・ヤブグ・カガン）の伯父で小可汗であった莫賀咄（バガテュル）は統葉護可汗を殺し、自ら大可汗となり、莫賀咄侯屈利俟毘可汗と号した。しかし、西突厥の国人たちはこれに臣従せず、弩失畢部は共に泥孰莫賀設を推して可汗にしようとするが、泥孰は従わなかった。時に統葉護可汗の子の咥力特勤（テュルク・テギン）は莫賀咄の難を避けて康居（ソグディアナ地方）に亡命していたので、泥孰は彼を迎えて立て、乙毘鉢羅肆葉護可汗とした。両者は遣使を唐に送って、各々朝貢した。
貞観4年（630年）、莫賀咄可汗は唐に求婚した。太宗は西突厥の内乱が収まっていないということで求婚を許さなかった。そのころ、西域諸国及び鉄勒は以前から西突厥に役属していたが、これに乗じてことごとく叛いたので、西突厥国内は虚耗した。肆葉護可汗は旧主の子ということで、衆心を帰服させ、西面の都陸可汗（テュルク・カガン）や莫賀咄可汗の部豪帥の多くがこれに臣従してきた。そこで肆葉護可汗は兵を興して莫賀咄可汗を撃ち、これを大敗させた。莫賀咄可汗は金山（アルタイ山脈）に遁走し、泥孰に殺された。ここでようやく西突厥の国人たちは肆葉護可汗を奉じて正式に大可汗とした。

## 参考資料
- 『旧唐書』（列伝第百四十四下 突厥下）
- 『新唐書』（列伝百四十下 西突厥）
- 護雅夫『古代トルコ民族史研究Ⅲ』（1997年、山川出版社）
- 佐口透・山田信夫・護雅夫訳注『騎馬民族誌２正史北狄伝』（1972年、平凡社）